# Yōsei Teikoku
Yōsei Teikoku (妖精帝國) est un groupe de rock gothique japonais, originaire de Nagoya. Il fait partie de TEAM FAIRITHM connu surtout pour leur participations aux génériques d'animes tels que Renkin 3-kyū Magical ? Pokān, Innocent Venus, Mirai Nikki, et la bande sonore du jeu vidéo de Mai-HiME. Ils comptent plusieurs albums indépendants, et quatre albums en major avec leur label actuel, Lantis.

## Biographie
En 1997, une troupe musicale appelée Yōsei Teikoku (littéralement « l'empire des fées ») est formée à Nagoya autour de la chanteuse Yui Itsuki et du guitariste Takaha Tachibana. Itsuki chantait au sein du groupe DenKare, et Tachibana était membre du groupe Kukui. Un an avant la création officielle du groupe, le duo publie un album indépendant intitulé Atarashii Momo.
Entretemps, le groupe signe à la major Lantis. Le 5 septembre 2005, le groupe joue au Long Beach Convention Center, à Long Beach, aux États-Unis, pour le Pacific Media Expo. En 2007, ils publient leur mini-album Metanoia, qui sort l'année suivante en Europe. Ils jouent le 15 juillet 2007, à Tokyo (ASTROHALL) pour le Live G.L.P. À cause d'une tendinite chronique au bras, le guitariste Shiren annonce à la fin décembre 2007 son retrait du groupe. La production d'un nouvel album en sera repoussé.
Ils jouent le 24 juin 2008, à Tokyo (Omotesando FAB). Ils participent à l'Animelo Summer Live 2009 -RE:BRIDGE-, le 23 août 2009, à Saitama (Saitama Super Arena). Le 27 septembre 2009, ils jouent à Tokyo (Fujikyu Highland Connifer Forest). Ils effectuent la tournée Live G.L.D. Tour jouant notamment le 11 octobre 2009 à Nagoya (ell FITS ALL), le 12 octobre 2009 à Osaka (ESAKA MUSE), et le 24 octobre 2009 à Tokyo (Shibuya O-EAST).
En 2013, le groupe travaille désormais en trio composé de Nanami, Sirène et Gight. Le 5 août 2015, le groupe publie l'album Shadow Corps[e], premier album en dix ans, devenant par la même occasion un groupe de metal gothique. L'album était annoncé en milieu de l'année avec une courte vidéo diffusée sur le site web du groupe. La même année, ils jouent notamment à l'A-Con de Dallas, au Texas et à l'Otakon de Washington, D.C.,.

## Concept
À travers la musique, Yōsei Teikoku veut faire revivre l'« empire des fées » qui existe entre le monde des humains et le royaume spirituel, Spiritua. Le but de leur musique est faire en sorte que « les humains se souviennent du cœur pur en eux qui croit aux Fées, oubliées avant d'en connaître l'existence ».

## Membres
- Fairy Yui (妖精ゆい, Yōsei Yui?, de son vrai nom Yui Itsuki) - chant, chœurs, paroles
- Takaha Tachibana (橘 尭葉, Tachibana Takaha?) - claviers, guitare, composition, arrangement, paroles (a aussi travaillé avec Kukui et sur certaines musiques de l'anime Venus Versus Virus)
- Nanami - guitare
- Relu - batterie

## Discographie

### Autres
- 2004 : Owari no Shishuu ~Tsui ni utashuu~ (génériques de fin des jeux sur PC Tsui no Yakata (終の館)) : Hitohira no Shizuku (一片の雫), Tsukiyo no Senritsu (月夜の旋律), Ikusen no Kioku (幾千の記憶), Labyrinth, Rinne no Asa (輪廻の朝)
- 2005 : Bande sonore officielle de Mai-HiME - Unmei no Keitouju - Last Moment (chansons Last Moment et Fortuna) : last Moment, Fortuna
- 2008 : Songs From Eternal Fantasy : Shōseijō no uta (小聖女の唄)
- 2008 : Ga-Rei -zero- Image song Yuri-mu croquette : Tamakui (霊喰い)